# Lynyrd Skynyrd
Lynyrd Skynyrd (/ˌlɛnərd ˈskɪnərd/ LEN-ərd SKIN-ərd)  là một ban nhạc rock Mỹ được thành lập tại Jacksonville, Florida, vào năm 1964. Nhóm ban đầu được đặt tên là My Backyard và bao gồm Ronnie Van Zant (giọng ca chính), Gary Rossington (guitar), Allen Collins (guitar), Larry Junstrom (guitar bass) và Bob Burns (trống). Ban nhạc đã dành 5 năm lưu diễn các địa điểm nhỏ dưới nhiều tên khác nhau và với một số thay đổi đội hình trước khi cố định tên "Lynyrd Skynyrd" vào năm 1969. Ban nhạc đã phát hành album đầu tiên vào năm 1973, với một đội hình ổn định bao gồm tay bass Leon Wilkeson, keyboard Billy Powell và guitarist Ed King. Burns sau đó sẽ được thay thế bằng Artimus Pyle và King được thay thế bằng Steve Gaines. Ở đỉnh cao của sự nổi tiếng trong những năm 1970, ban nhạc đã phổ biến thể loại rock miền Nam với các bài hát như "Sweet Home Alabama" và "Free Bird".
Ban nhạc đột ngột ngừng hoạt động khi Ronnie Van Zant, Steve Gaines và ca sĩ dự phòng Cassie Gaines qua đời trong một vụ tai nạn máy bay vào ngày 20 tháng 10 năm 1977, nhưng sau đó ban nhạc phục hồi vào năm 1987 cho chuyến lưu diễn tái hợp với anh trai của Ronnie, Johnny Van Zant, là giọng ca chính của nó. Lynyrd Skynyrd tiếp tục lưu diễn và thu âm với người đồng sáng lập Rossington (là thành viên liên tục duy nhất của ban nhạc), Johnny Van Zant, và Rickey Medlocke, người đầu tiên viết và thu âm với ban nhạc từ năm 1971 đến năm 1972 trước khi trở về vào năm 1996. Vào tháng 1 năm 2018, Lynyrd Skynyrd đã công bố tour diễn chia tay, và tiếp tục chuyến lưu diễn kể từ tháng 10 năm 2019. Các thành viên cũng đang sản xuất album thứ 15 của họ.
Năm 2004, tạp chí Rolling Stone xếp hạng Lynyrd Skynyrd đứng thứ 95 trong danh sách "100 nghệ sĩ vĩ đại nhất mọi thời đại" của tạp chí. Lynyrd Skynyrd được giới thiệu vào Đại sảnh Danh vọng Rock and Roll vào ngày 13 tháng 3 năm 2006. Đến nay, ban nhạc đã bán được 28 triệu đĩa nhạc tại Hoa Kỳ.